# Conosara castanea
Conosara castanea là một loài bướm đêm trong họ Geometridae.